# ناتاليا ماراشيسكو
ناتاليا ماراشيسكو (بالرومانية: Natalia Mărășescu)‏ هي عدائة مسافات متوسطة رومانية ولدت في يوم 3 أكتوبر 1952 في قرية كابيرني في رومانيا، إختصت في سباقات 1500 متر و5000 متر، كانت قد حطمت الرقم القياسي لسباق 1500 متر لماري سلاني ب4:21.68 دقيقة، على الرغم من تحقيقها للأرقام القياسية إلا أنها لم تفز بأي ميداليات أولمبية وفي بطولات العالم، فازت بميداليتين فضيتين في بطولة أوروبا لألعاب القوى 1978 في براغ في سباقي 1500 متر و5000 متر، في سنة 1979 تم إيقافها بعد إكتشاف تناولها للمنشطات.

## روابط خارجية
- ناتاليا ماراشيسكو على موقع الاتحاد الدولي لألعاب القوى (الإنجليزية)
- ناتاليا ماراشيسكو على موقع أوليمبيديا (الإنجليزية)